# Eindsprint
Een eindsprint of eindspurt is een sprint aan het einde van een wedstrijd, dit in tegenstelling tot een tussensprint, die halverwege de wedstrijd wordt gehouden. Wanneer hier heel veel mensen aan deelnemen, wordt het wel een massasprint genoemd, wat vooral in de wielrennerij voorkomt.

## Timing
Een eindsprint vindt typisch plaats in de laatste tien à vijftien seconden van de wedstrijd, waarbij de deelnemers nog een keer alles uit de kast halen. Hierbij komt het vooral aan op timing, want als de eindsprint te laat wordt ingezet, wordt men verrast door de sprint van een tegenstander. Wanneer de sprint te vroeg wordt ingezet, en de af te leggen afstand dus nog tamelijk lang is, slaat de vermoeidheid voor de finish toe, en wordt men in de sprint verslagen door een tegenstander.

## Tactiek
Bij onder andere het wielrennen is de eindsprint een tactisch spel, waarbij de inzet van de hele ploeg is vereist. Allereerst moet men zorgen dat de sprintspecialist genoeg vooraan bij de finish wordt afgeleverd, zodat deze niet andere rijders hoeft in te halen. Maar ook moet de snelheid in de laatste kilometers hoog genoeg zijn, dat men niet kan worden verrast door een demarrage van een tegenstander.

## Voorbeelden
Sporten die een eindsprint kennen zijn onder andere:
- wielrennen
- hardlopen (bijvoorbeeld marathon)
- schaatsen
- roeien

## Buiten de sport
Naar analogie met de sportbetekenis, gebruikt men ook (eind-)sprint, laatste extra inspanning, in andere domeinen. Voorbeelden:
- De eindsprint naar de verkiezingen van aanstaande zondag
- Een eindsprint voor het behalen van de (bedrijfs-)doelstellingen
- Een eindsprint in de examenreeks voor het behalen van een diploma